# Bank of North America

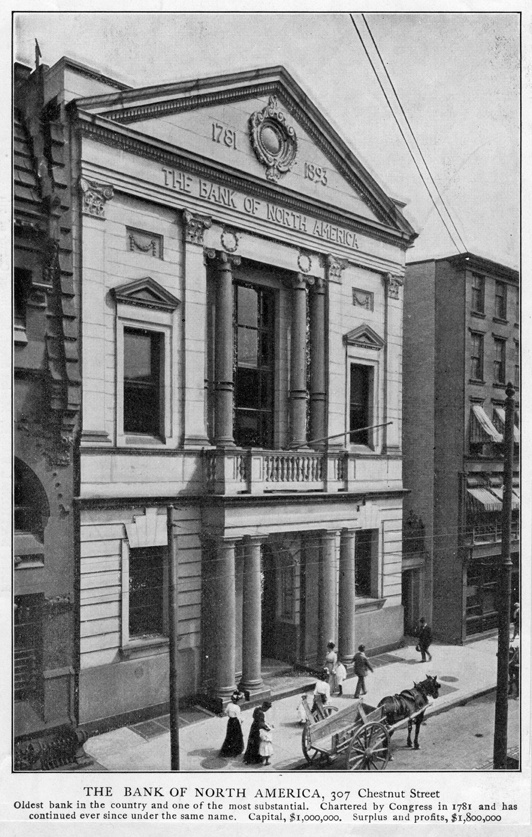
Bank of North America

Die Bank of North America (deutsch Bank von Nordamerika) wurde 1781 vom Kontinentalkongress gegründet und nahm am 7. Januar 1782 in Philadelphia ihre Arbeit auf. Sie war die erste moderne Bank der Vereinigten Staaten, die bis 1783/1784 auch als Privatnotenbank fungierte. 

## Geschichte
Nachdem der Händler und vormalige Kongressabgeordnete Robert Morris, bekannt als „Finanzier der Revolution“, also des Amerikanischen Unabhängigkeitskrieges, seine Ernennung zum ersten Superintendent of Finance der Vereinigten Staaten vom 20. Februar 1781 am 14. Mai des Jahres angenommen hatte, schlug er dem Kongress drei Tage später die Gründung einer nationalen Bank vor, dem dieser am 26. Mai zustimmte. Es handelte sich um eine private Geschäftsbank, deren Banknoten landesweit von der Staatskasse akzeptiert wurden und der für die Dauer des Krieges ein Monopol zugestanden wurde. 
Bei der Beschaffung des notwendigen Kapitals wurde Morris persönlich aktiv – unter anderem durch die Beschaffung eines Darlehens des französischen Staates.  Als Superintendent of Finance hatte er die Aufsicht über die Bank und bestimmte ihre Politik. Sie legte eine große Zahl an Gold- und Silbermünzenausgaben und Wechseln auf.
Ihre Rolle als Notenbank verlor die Bank of North America 1783/1784, hierin folgte ihr die First Bank of the United States nach. Als private Geschäftsbank überlebte der Name Bank of North America bis 1929, um dann in der First Pennsylvania Bank aufzugehen.